# Little Boy Lost
Little Boy Lost (Brasil: O Garotinho Perdido / Portugal: Perdido em Paris) é um filme estadunidense de 1953, do gênero drama, dirigido por George Seaton e estrelado por Bing Crosby e Claude Dauphin. Crosby faz nesta produção lacrimosa, filmada na França, seu primeiro papel verdadeiramente dramático.
O filme recebeu um prêmio Globo de Ouro na categoria Promoção do Entendimento Rntre os Povoss, categoria esta que existiu apenas de 1945 a 1963.

## Sinopse
Bill Wainwright, correspondente de guerra que atuou na França durante a Segunda Guerra Mundial, retorna àquele país após o conflito para tentar encontrar o filho que nunca viu. Ele se casara com uma jovem morta pelos nazistas e a criança, vem-se a saber, está agora internada em um orfanato. Ao conhecê-la, entretanto, Bill passa a duvidar da paternidade; ainda assim, aceita a adoção.

## Elenco
| Ator/Atriz         | Personagem         |
| ------------------ | ------------------ |
| Bing Crosby        | Bill Wainwright    |
| Claude Dauphin     | Pierre Verdier     |
| Christian Fourcade | Jean, o menino     |
| Gabrielle Dorziat  | Madre Superiora    |
| Nicole Maurey      | Lisa Garret        |
| Colette Deréal     | Nelly              |
| Georgette Anys     | Madame Quilleboeuf |

## Principais premiações
| Prêmio        | Categoria                               | Situação |
| ------------- | --------------------------------------- | -------- |
| Globo de Ouro | Promoção do Entendimento Entre os Povos | Vencedor |